# Willy Albers Pistorius-Fokkelman
Wilhelmina Catharina (Willy) Albers Pistorius-Fokkelman (Eindhoven, 2 augustus 1919 – Utrecht, 28 augustus 2010) was een Nederlandse beeldhouwster.

## Leven en werk
Fokkelman was een dochter van de koopman Fredericus Johannes Fokkelman en Wilhelmina Gezina Anna Helena van Haaren. Ze deed in 1941 eindexamen in tekenen en kunstnijverheid aan de middelbare technische school in Vught. In 1946 trouwde ze met de jurist Frans Albers Pistorius (1913-1981), die van 1962 tot 1972 burgemeester van Houten was.
Albers Pistorius-Fokkelman maakte figuratieve beelden en kleinplastiek, vaak met kinderen en dieren als motief. Ze overleed een aantal weken na haar 91e verjaardag en werd begraven op de RK begraafplaats in Schalkwijk.

## Werken (selectie)
- Bijna Vrij! (1970), oorlogsmonument in Achterveld
- Reigers (1971), Vianen
- Spelende vosjes (1972), Leusden-Zuid
- Jongen op gans (1977), fontein in Almelo
- Appelplukker (1981), Houten

## Afbeeldingen

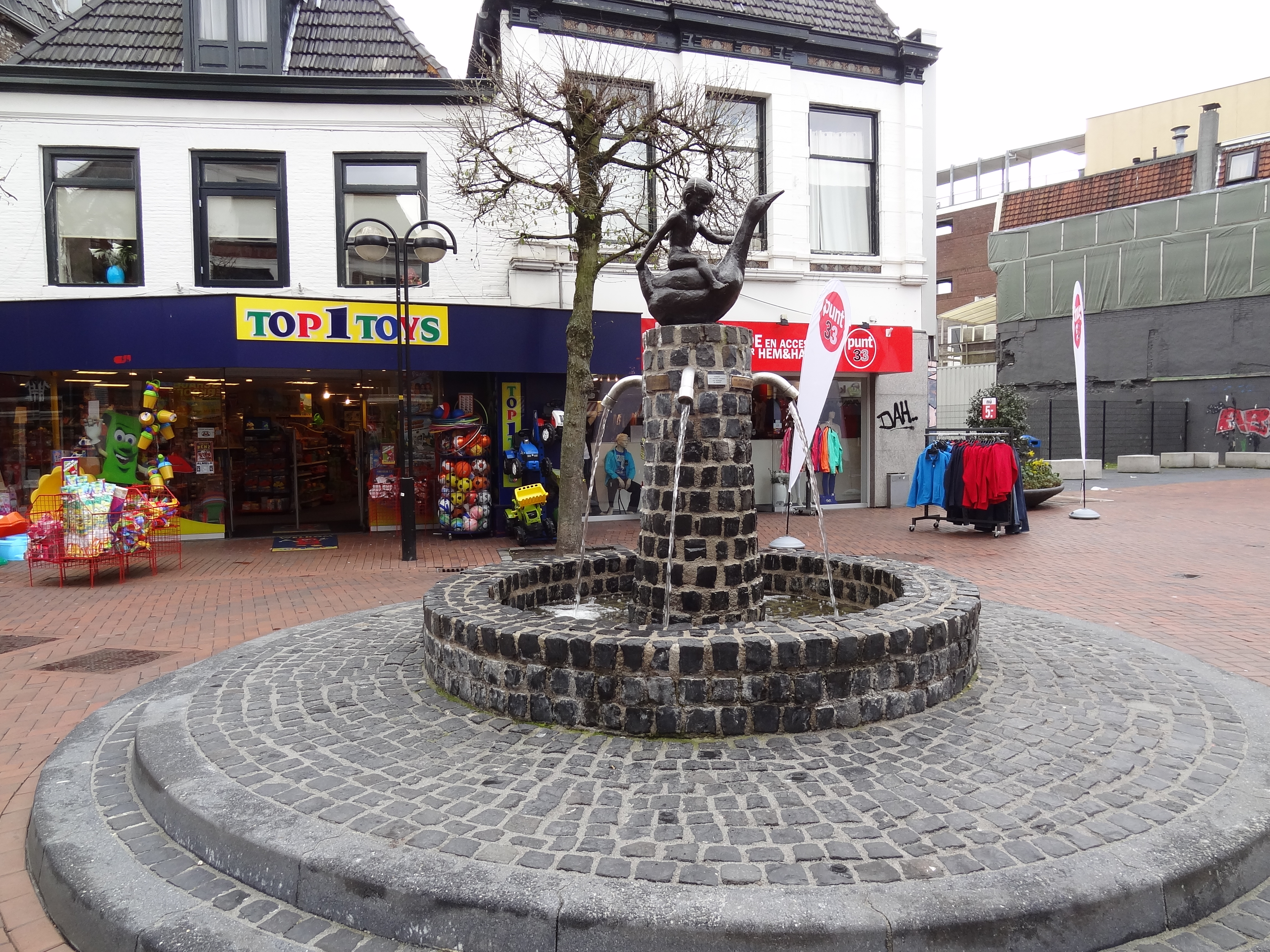
Jongen met gans
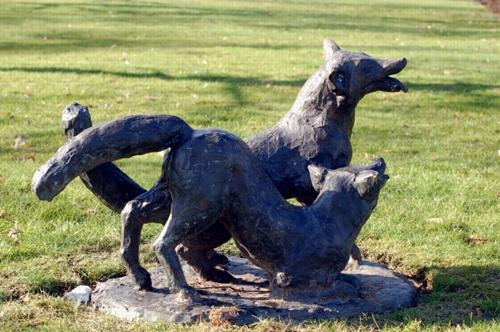
Spelende vosjes
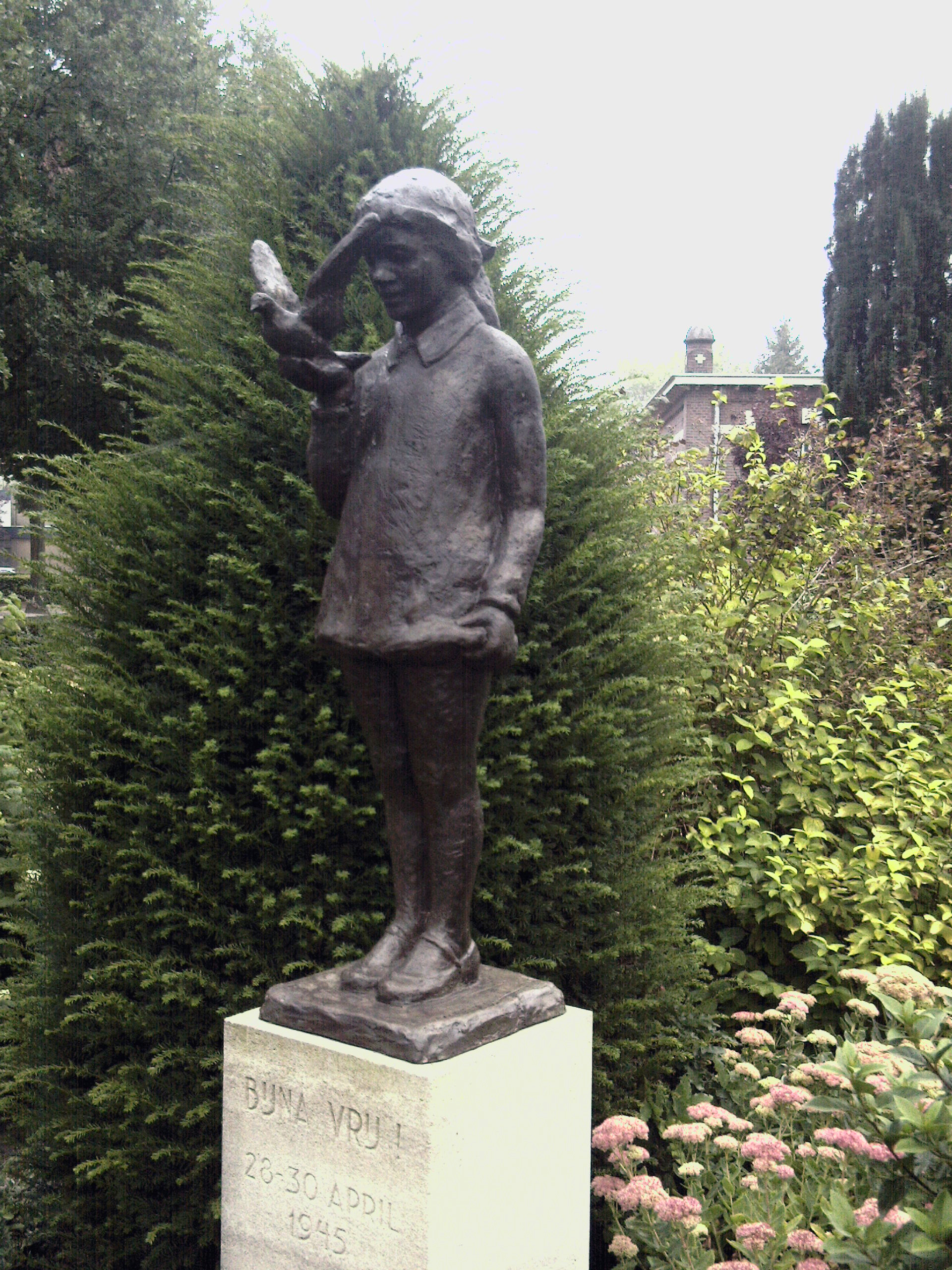
Bijna Vrij!
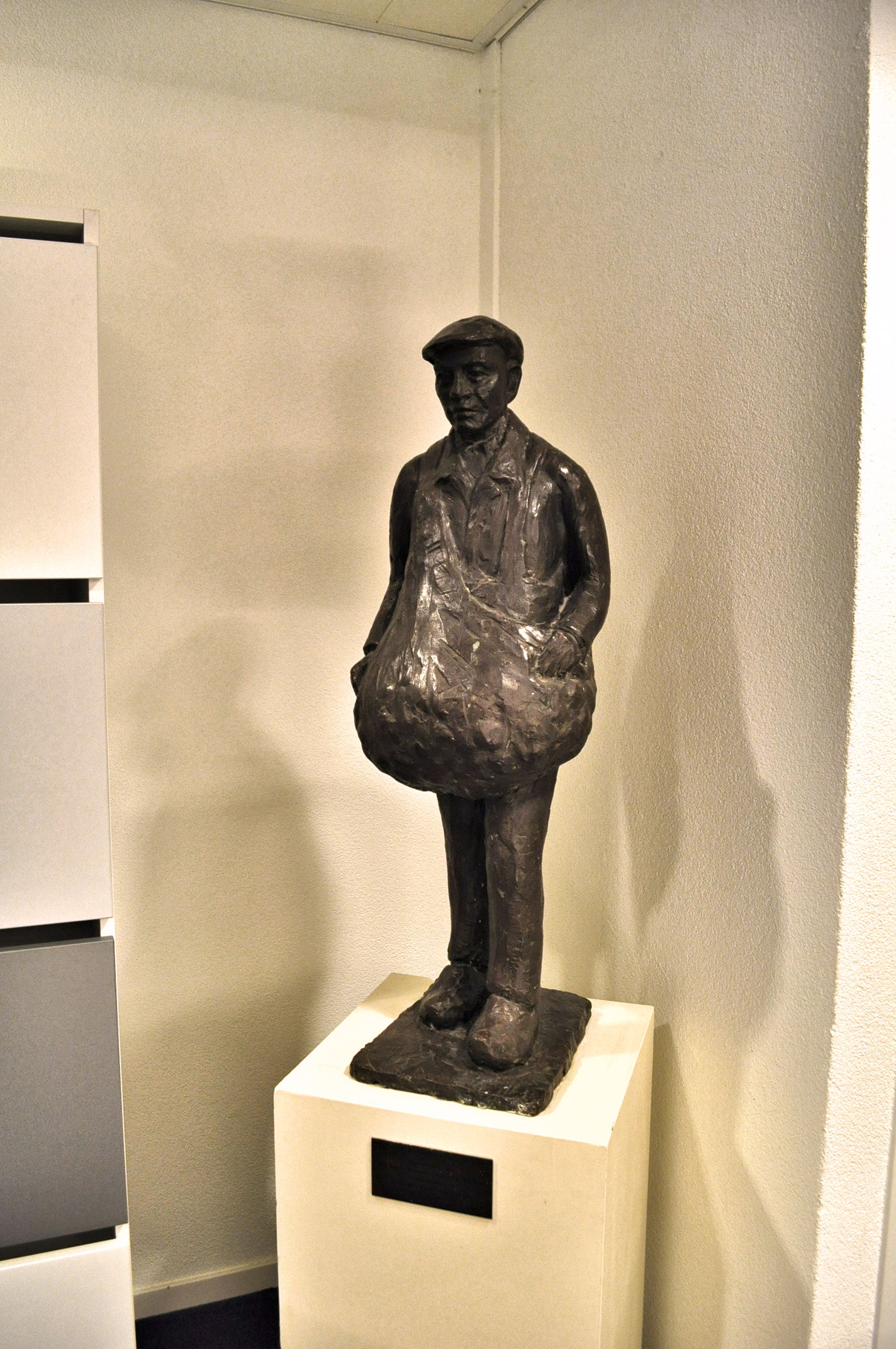
Appelplukker

- RKD-Nederlands Instituut voor Kunstgeschiedenis: 898